# Hasargundgi, Afzalpur
Hasargundgi là một làng thuộc tehsil Afzalpur, huyện Gulbarga, bang Karnataka, Ấn Độ.